# Đảo chính vùng Amhara 2019
Vào ngày 22 tháng 6 năm 2019, các phe phái của lực lượng an ninh Vùng Amhara đã cố gắng đảo chính chống lại chính quyền khu vực, trong đó Chủ tịch của Vùng Amhara, Ambachew Mekonnen, đã bị ám sát. Một vệ sĩ đứng về phe phe dân tộc đã ám sát Đại tướng Se'are Mekonnen - Tổng tham mưu trưởng của Lực lượng phòng vệ quốc gia Ethiopia - cũng như trợ lý của ông, Thiếu tướng Gizae Aberra. Văn phòng Thủ tướng đã buộc tội Chuẩn tướng Asaminew Tsige, người đứng đầu lực lượng an ninh khu vực Amhara, lãnh đạo âm mưu này.

## Bối cảnh
Ethiopia, nơi có lịch sử đối mặt với xung đột sắc tộc, đã thiết lập một hệ thống chủ nghĩa liên bang dân tộc theo 1995, thành lập Vùng Amhara như một khu vực địa phương nơi dân cư chủ yếu là dân cư được tạo thành từ người Amhara. Các quận truyền thống của Wolkait và Raya Azebo, trước đây là một phần của các tỉnh Begemder và Wollo, đã được gia nhập vào Vùng Tigray.
Mặt trận dân chủ cách mạng dân tộc nhân dân (EPRDF) và Phong trào dân chủ quốc gia Amhara (ANDM), sau đó được đổi tên thành Đảng Dân chủ Amhara (ADP), đã bị buộc tội "kỷ luật người Amhara thay vào đó đại diện cho họ ".
Bất chấp những bất bình này, chủ nghĩa dân tộc Amhara vẫn là một lực lượng cận biên trong hai thập kỷ đầu tiên của trật tự do EPRDF lãnh đạo. Giới tinh hoa chính trị Amhara tiếp tục đặt cổ phiếu của họ vào chảo - chủ nghĩa dân tộc của người Ethipoia, và phần lớn từ chối tự nhận dân tộc để ủng hộ một người thuần túy gốc Ethiopia. Theo đó, khu vực đã bỏ phiếu áp đảo cho Liên minh vì Thống nhất và Dân chủ và Lực lượng Dân chủ Thống nhất Hoa Kỳ các liên minh đối lập trong  2005] Nền tảng ủng hộ Ethiopia.
Sự gia tăng quyền lực của Abiy Ahmed đã khuyến khích niềm tin rằng Mặt trận giải phóng nhân dân Tigray (TPLF) đang suy tàn và thúc đẩy những người theo chủ nghĩa dân tộc Amhara thúc đẩy "trở lại" các khu vực "đã mất" ở Tigray Khu vực. Tuy nhiên, dưới sự lãnh đạo cứng rắn của Debretsion Gebremichael, điều này đã bị phản đối mạnh mẽ.
Vào tháng 3 năm 2019, chủ tịch khu vực Amhara Gedu Andargachew đã từ chức vì những lý do không có căn cứ, nhưng cảnh báo về nguy cơ gia tăng của "chủ nghĩa dân tộc hẹp hòi" trong bài phát biểu chia tay. Ông được thay thế bởi Ambachew Mekonnen, người được một số nhà quan sát xem là dễ chấp nhận hơn đối với lợi ích dân tộc của Amhara. Cuối cùng, ông bổ nhiệm Asaminew Tsige, một tướng lĩnh đã nghỉ hưu và là cựu tù nhân chính trị có quan hệ với dân quân dân tộc Amhara và bộ phận thanh niên của Đảng Dân chủ Amhara, làm người đứng đầu lực lượng an ninh khu vực. Vào tháng 6, trong bài phát biểu tốt nghiệp dành cho các thành viên mới được giới thiệu của lực lượng an ninh, Asaminew đã có một bài phát biểu "gây cháy" đầy rẫy những lời mời của người theo chủ nghĩa dân tộc Amhara.